# 弗里多尼亞 (阿拉巴馬州)
弗里多尼亞（英語：Fredonia）是一個位於美國阿拉巴馬州錢伯斯縣的非建制地區和人口普查指定地區。根據2010年美國人口普查，該地人口為149人。

## 地理
弗里多尼亞的座標為32°59′23″N 85°17′19″W / 32.989722°N 85.288611°W，而該地最高點為海拔高度242米（即794英尺）。